# Elizeusz Ławryszewski
Elizeusz Ławryszewski (zm. ok. 1250) – założyciel i ihumen Monasteru Ławryszewskiego, święty prawosławny.

## Życiorys
Urodził się w rodzinie pogańskiej księcia litewskiego Trojnata. Nosił imię świeckie Rymund (według innych źródeł Rolmund). Jego wysokie pochodzenie umożliwiło mu szybką karierę na dworze Mendoga, gdzie poznał – przez nauczyciela języka ruskiego – prawosławie. Przyjął chrzest z imieniem Elizeusz i zrezygnował z pracy na dworze, by zostać pustelnikiem i misjonarzem. Danych o jego pracy na Rusi brakuje. Według niektórych źródeł był uczniem duchowym biskupa turowskiego Laurentego.
W 1225 Elizeusz powrócił do Nowogródka, będąc już mnichem. Razem z nieznanym z imienia innym zakonnikiem powołał do życia Monaster Ławryszewski i sam został jego pierwszym przełożonym. Klasztor stał się szybko ważnym ośrodkiem kulturalnym i przyczynił się do umocnienia obecności prawosławia na ziemi nowogrodzkiej. Około 1250 mnich Elizeusz został nieoczekiwanie zamordowany przez jednego z posłuszników wspólnoty monastycznej.
Natychmiast po śmierci został uznany za świętego, zaś przy jego relikwiach miały mieć miejsce liczne cuda. Formalna kanonizacja mnicha miała miejsce w 1514.